# Amfilohije Radović
Amfilohije Radović (szerb cirill írással Амфилохије Радовић, született Risto Radović, Ристо Радовић) (Bare, 1938. január 7. – Podgorica, 2020. október 30.) szerb ortodox püspök, montenegró–tengermelléki metropolita.

## Pályafutása
A Szent Száva Szemináriumban tanult, és a belgrádi Teológiai Karon végzett 1962-ben. További tanulmányok után Görögországba költözött, ahol hét évig élt, és szerzetesi fogadalmat tett. Athénban teológiai doktorátust szerzett. Egy évet az Athosz-hegyen töltött, majd Párizsban, később Belgrádban oktatott. 
1980-ban bánsági püspökké nevezték ki, mely tisztséget 1990-ig töltötte be. 1990-ben jelölt volt a Szerb ortodox egyház pátriárkai tisztségére, de kevés szavazatot kapott. Ugyanezen év decemberében az idős Danilo Dajković visszavonulásával megüresedett a montenegró–tengermelléki metropolitai szék, és Amfilohijét választották utódjául.

## Fordítás
- Ez a szócikk részben vagy egészben  az   Amfilohije Radović című angol Wikipédia-szócikk ezen változatának fordításán alapul.  Az eredeti cikk szerkesztőit annak laptörténete sorolja fel. Ez a jelzés csupán a megfogalmazás eredetét és a szerzői jogokat jelzi, nem szolgál a cikkben szereplő információk forrásmegjelöléseként.